# Long Cold Winter
Long Cold Winter ist das 1988 erschienene zweite Studioalbum der US-amerikanischen Rockband Cinderella.

## Hintergrund
Nachdem die Gruppe mit dem Debütalbum Night Songs 1986 sehr erfolgreich gewesen war (Platz 3 der Billboard 200, drei Singles in den US-Single-Charts, sowie eine Goldene Schallplatte nach einer US-Tournee als Vorgruppe von Bon Jovi), begab sich die Band 1988 erneut mit Produzent Andy Johns ins Studio, um das Nachfolgealbum aufzunehmen.
Johns, bekannt durch seine Arbeit als Toningenieur für Led Zeppelin, hatte bereits das Debütalbum produziert. Neben Johns beteiligten sich jedoch auch Sänger Tom Keifer und Bassist Eric Brittingham an der Produktionsarbeit. Die Band wurde für die Aufnahmen erneut durch einen Keyboarder verstärkt: Rick Crinitti spielte Hammond B3, Klavier und Synthesizer und trug zum Hintergrundgesang bei. Bemerkenswert fiel vor allem die Liste der Schlagzeuger aus, die Fred Coury als Gastmusiker unterstützten: Cozy Powell und Denny Carmassi waren an den Aufnahmen beteiligt. Powell war von Coury, der zum ersten Mal überhaupt in einem Aufnahmestudio arbeitete, vorgeschlagen worden. Weitere Gastmusiker waren Kurt Shore (Keyboard), Jay Levin (Steel Guitar), Paulinho da Costa (Percussion) und John Webster (Keyboards). Webster hatte die Band schon bei Night Songs unterstützt.
Alle Songs, mit Ausnahme von If You Don’t Like It waren von Tom Keifer geschrieben worden, If You Don’t Like It hatte er zusammen mit Eric Brittingham geschrieben. Die Aufnahmen fanden, wie schon bei Night Songs, in den Bearsville Studios und den Kajem-Studios statt, die Tonmischung erfolgte ebenfalls in den Bearsville Studios.

## Titelliste
| Nr.          | Titel                                           | Autor(en)                    | Länge |
| ------------ | ----------------------------------------------- | ---------------------------- | ----- |
| 1.           | Bad Seamstress Blues/Fallin’ Apart at the Seams | Tom Keifer                   | 5:23  |
| 2.           | Gypsy Road                                      | Tom Keifer                   | 4:05  |
| 3.           | Don’t Know What You Got (Till It’s Gone)        | Tom Keifer                   | 5:56  |
| 4.           | The Last Mile                                   | Tom Keifer                   | 3:25  |
| 5.           | Second Wind                                     | Tom Keifer                   | 3:57  |
| 6.           | Long cold Winter                                | Tom Keifer                   | 5:22  |
| 7.           | If You Don’t Like It                            | Tom Keifer, Eric Brittingham | 4:13  |
| 8.           | Coming Home                                     | Tom Keifer                   | 4:55  |
| 9.           | Fire and Ice                                    | Tom Keifer                   | 3:19  |
| 10.          | Take Me Back                                    | Tom Keifer                   | 3:16  |
| Gesamtlänge: | Gesamtlänge:                                    | Gesamtlänge:                 | 43:51 |

## Rezeption
Long Cold Winter wurde am 9. September 1988 mit einer Goldenen und einer Platin-Schallplatte für mehr als eine Million verkaufte Alben ausgezeichnet. Noch im November desselben Jahres gab es Doppelplatin und am 23. Januar 1997 erhielt die Gruppe für das Album die Dreifach-Platinauszeichnung.
Holger Stratmann schrieb für Rock Hard in einer Rezension des Albums, er habe die Band für eine „hochgepushte, mittelmäßige Posertruppe“ gehalten, die „neben zwei, drei akzeptablen Songs so gut wie nichts zu bieten“ gehabt habe und „mit aufgesetztem Image, niveaulosen Videos und der Hilfe eines Bon Jovi zum Millionenseller avanciert“ geworden sei. Seine Meinung über die Band habe sich „trotzdem grundlegend geändert.“ Der Grund sei „die zweite, so unscheinbar wirkende LP“ Long Cold Winter. Musikalisch sei die Gruppe „ehrlicher, origineller und vor allem besser“ geworden. Long Cold Winter sei „ein überraschend starkes Rock'n'Roll-Album, rauh, ungeschliffen, kraftvoll, aber doch melodiös. Traditionelle Sounds und eine gewaltige Prise Blues“ würden ein Lebensgefühl vermitteln, das „in dieser reinen Form nur noch von Bands wie AC/DC erreicht“ werde. Das Album sei „genau der richtige Soundtrack, um auf einem Mississippidampfer mit einer Flasche Southern Comfort den Sonnenuntergang mitzuerleben“. Was das Album auszeichne, sei „die Tatsache, dass es ausgerechnet dieser Band gelungen“ sei, „zehn gute bis sehr gute Songs zu schreiben, die mitunter erstklassige, alles andere als klischeehafte Refrains“ enthielten. „Viel Feeling in der rauhen Stimme“ habe Sänger Tom Keifer schon auf der letzten LP gehabt, nun seien „auch die richtigen Stücke dafür geschrieben“ worden. Titel wie Fallin' Apart At The Seams, The Last Mile, Long Cold Winter oder Coming Home würden dem Autor „schon seit Tagen im Kopf rum“ schwirren. Sein Fazit: „Eine starke LP“.
In der August-Ausgabe der Zeitschrift Metal Hammer war Long Cold Winter 1988 Album des Monats.
Im Jahr 2014 belegte das Album Platz 84 auf der Liste Die 100 besten Metal- und Hardrock-Alben aller Zeiten des Rolling Stone.